# Господарят на Раусан
Господарят на Раусан (на испански: Rauzán) е колумбийска теленовела, съвместна продукция на RTI Televisión и Caracol Televisión, заснета през 2000 г. Адаптацията, написана от Хулио Хименес, с либрето от Ектор Фореро Лорес, е базирана на романа Рицарят на Раусан, публикуван през 1887 г., от колумбийския писател Фелипе Перес.
В главните роли са Освалдо Риос и Сусана Торес, а в отрицателните – Роландо Тарахано и Ракел Ерколе.

## Сюжет
Себастиан де Мендоса е мистериозен мъж, известен в „Раусан“, че съблазнява жените и след това ги напуска. Той страда от каталепсия, болест, която е наследил от баща си.
Себастиян среща Соледад де Сантиньо, млада жена, произхождаща от престижно семейство и в която се влюбва. Но той, един ден преди сватбата си със Соледад, претърпява каталептична атака и е погребан жив.
Въпреки че е бременна от Себастиан, Соледад е принудена да се омъжи за брат му Алсидес, който винаги е бил влюбен в нея. Това, което никой не знае, е, че Себастиан е жив и че е излязъл от гроба си, за да отмъсти. Но скоро ще разбере, че трябва да се бори за любовта на Соледад и да обясни завръщането си от смъртта, която никога не е настъпвала.

## Актьори
- Освалдо Риос – Себастиан де Мендоса
- Сусана Торес – Соледад де Сантиньо
- Роландо Тарахано – Алсидес де Мендоса
- Талу Кинтеро – Естер де Сантиньо
- Карлос Дуплат – Лукас де Сантиньо
- Маргалида Кастро – Ераклия де Сантиньо
- Ракел Ерколе – Асноралда Рокафуерте
- Паола Диас – Лаис Ренан
- Адриана Лопес – Ева Брунер
- Вилма Вера – Елена Сория
- Алваро Гарсия – Гилермо Сория
- Мигел Алфонсо Мурийо – Борис Ман
- Даниел Роча – Енрико
- Алехандро Тамайо – Еркулес
- Виктор Родригес – Пакито
- Сандра Белтран – Мария
- Ванеса Бландон – Еухения
- Марица Родригес – Жисел Васкес
- Ариана Кабесас
- Густаво Коредор – Давид Брунер
- Ектор Мануел Крус
- Педро Монтоя
- Едмундо Троя
- Сорайда Дуке – Бланка

## Премиера
Премиерата на Господарят на Раусан е на 23 октомври 2000 г. по Caracol Televisión. Последният 100. епизод е излъчен на 9 февруари 2001 г.

## Любопитно
- Теленовелата е излъчена в повече от сто държави, въпреки факта, че в Колумбия не е постигнала очаквания успех, както се е случило с предишната ѝ версия.[1] Актьорът Освалдо Риос посещава различни държави за популяризиране на теленовелата.

## Версии
- El caballero de Rauzán (1978), колумбийска теленовела, това е първата адаптация на едноименния роман, с участието на Юди Енрикес и Роналд Аясо.
- Предателство (2008), колумбийска теленовела, която е третата версия на романа от Фелипе Перес, с участието на Марио Симаро и Дана Гарсия.

## В България
Теленовелата е излъчена в България по Евроком и 7 дни ТВ с дублаж на български език. В дублажа участва Даниела Горанова.